# 脊髓栓系综合征
脊髓拴系综合征（Tethered spinal cord syndrome, TCS, or occult spinal dysraphism sequence）是指一种由脊髓畸形导致的神经障碍（脑神经失调）。
由不同的方式呈现：
- 脊髓神经紧于终丝（Tight filum terminale）
- 脊柱裂（Split cord malformations ）
- 脂肪性 脊髓脊膜突出或脑脊膜脊髓膨出（Lipomeningomyelocele）
- 神经束形成皮窦，即皮肤有异状（Dermal sinus tracts）
- 皮样囊肿（Dermoids）
- 膀胱突出（Cystoceles）[1]

所有的形式都牵涉到基于脊椎管的对脊髓的拉扯，字面上来说便是被“绳束”了。人的脊髓正常情况下松弛地悬在脊椎管中，可以自由地随着生长，弯曲，或拉伸上下移动。脊髓拴系便是脊髓被紧张地束缚在脊髓管末端或是在脊髓管中。对于小孩来说，随着生长，“绳束”可以强制脊髓拉伸形成拴系。对于成人来说，脊髓的拉伸可以缘于平时的运动，在未经治疗的情况下逐步对脊髓神经造成伤害。脊髓拴系常常与脊柱裂有关，但是不是一定性的，这取决于其表现形式。打个比方，它可以是先天性的神经被系于末梢，也可以是后天受伤所致。
　　

## 标志与症状
对于小孩来说，症状可表现为：
- 多毛、斑，球表面凹痕，皮肤损伤，或是在低背部有脂肪瘤（Lesions, hairy patches, dimples, or fatty tumors on the lower back ）
- 脚或脊柱畸形（Foot and spinal deformities）
- 腿无力（Weakness in the legs）
- 低背部疼痛（Low back pain）
- 脊柱侧凸（Scoliosis）
- 大小便不规则或是失禁（Urinary irregularities (incontinence or retention) ）

脊髓栓系综合征也许直到成人时期，感觉，动力，肠和膀胱控制出现问题之前也无法被确诊。症状出现的时间长短取决于随着时间脊髓神经被拉扯的强度。脊髓栓系综合征会由胎儿时期神经管的不适当发育导致，并且与脊柱裂有着相当密切的联系。
拴系也可因为脊髓神经的受伤而导致。淤痕组织可导致脊髓神经附近血液的流通，然后导致脊髓管内产生囊肿，被称为脊髓空洞症（syringomyelia）。 这可导致对感觉或运动的附加损伤或是自主症状的开始。
对成人来说，症状可表现为：
- 低背部的剧痛，并可延伸到腹股沟，会阴，和腿部（Severe pain in the lower back and radiating into the legs, groin, and perineum）
- 两边的肌肉麻木或无力（Bilateral muscle weakness and numbness ）
- 对下肢的感觉或行动流失（Loss of feeling and movement in lower extremities ）
- 泌尿失调或失禁（Urinary irregularities (incontinence or retention) ）
- 平衡问题（Bowl control issues）

神经学上的症状可以描述为一个关于上下运动神经元的混合图片，比如说肌萎缩（amyotrophy）或是反射亢进（hyperreflexia）。而病理学的回答也在同一条枝干上。感觉的流失，比如对痛觉，对温度，或是对本体感觉的流失是很普遍的。最后，逐渐的神经性膀胱症状出现在高达70%的成人患者和20%-30%儿童患者的病例上（儿童时期症状出现较少）。长期周期性或慢性复发性的病性反应是很普遍而正常的，间或导致肾结石（nephrolithiasis）、肾衰竭或是肾移植。女性患者还有产后直肠脱落的病史，原因大概是因为骨盆底张力缺失。

## 治疗
由于对神经的伤害或缺损是不可逆的，建议在症状恶化之前进行手术。对于小孩来说， 为了防止如泌尿失禁等进一步恶化应进行早期手术。对成人来说，解绑脊髓神经可以缩小囊肿的大小和防止其继续发展，恢复和减轻症状。骨髓拴系综合征可与小脑扁桃体下疝畸形的肯定的症状有关，需要对被遮蔽或映射（screening）的程度有肯定的诊断。同时骨髓拴系综合征可能与埃勒斯-当洛斯综合征/唐综合症（ Ehlers-Danlos syndrome）有关，同样也需要针对TCS的正确肯定的诊断。
其余的治疗都是支持性的（NSAIDs, opiates, synthetic opiates, Cox II inhibitors, off-label applications of tricyclic anti-depressantscombined with anti-seizure compounds have yet to prove they are of value in treatment of this affliction's pain manifestations. ）（大部分是一些抑制性药剂，但是临床证明这些药剂针对此病症带来的折磨和病痛有着重要的作用）。也有些证据表示经皮神经电刺激（TENS）会对部分患者有益。
即便是之前一直无症状但正在开始经历一些病痛，低背部退化，脊柱侧凸，上背部或颈部出现问题，身体控制流失，膀胱问题（begin to experience pain, lower back degeneration, scoliosis, neck and upper back problems, incontinence, and bladder control issues ）的人也需要积极治疗。但是对症状较少（最小化的）的成人患者进行手术也是有争议的。比如说哥伦比亚大学神经学科说，“对于一些与成人差不多但已经出现最小化症状的小孩，一些神经外科医生会提倡暂时观察。”但是对于已经出现症状的病人来说，手术是无可非议的。
这个病症早在19世纪就被注意到了。少量的研究完成于关于此病症的信息出现的数年间。更多的研究被呼吁；医生们引导了许多学习并得到了不少好成果。据记载，相比起其他类型的需要手术的背部病症，这种病的发病率很小，并发症不多。人们注意到了此病与其他（病症）的联系，并试图找出它们之间的关系。脊柱被压迫（压缩）及其产生的问题和失调是目前已知的一个原因。与早期发生的病症形式一起，这个疾病的形式被与阿诺德小脑扁桃体下疝畸形联系在了一起。就是说小脑被拉垂至低于或正好于脊椎管的顶端处。
　　

## 预知
这种失调与混乱会逐步出现、增加随着年龄的增长，但是上述的治疗可帮助预防或减少症状。经过治疗，患者会拥有正常的预期寿命。但是，对神经的损伤无论如何都是不可逆的。

## “紧终丝”（Tight filum terminale）
有时，终丝会变厚变硬然后造成对脊髓管的向下的压力。并且实际上会导致脊柱侧凸以及其他典型的脊髓拴系综合症症状。这是在19世纪期间最早被发现并且被记载的病状，神秘且难以理解。

## 扩展阅读
- Metcalfe PD, Luerssen TG, King SJ, et al. (October 2006). "Treatment of the occult tethered spinal cord for neuropathic bladder: results of sectioning the filum terminale". The Journal of Urology 176 (4 Pt 2): 1826–9; discussion 1830. Digital Object Identifierhttp://www.jurology.com/article/S0022-5347(06)01095-0/abstract PubMedhttp://www.ncbi.nlm.nih.gov/pubmed/16945660 （页面存档备份，存于）